# Miryam Houali
Miryam Houali est une graphiste et créatrice de jeux vidéo française de la scène indépendante, cofondatrice d'Accidental Queens, un studio de création de jeux vidéo installé dans le département du Nord en France qui s'est d'abord fait connaître par son titre de lancement A Normal Lost Phone. 

## Parcours
Miryam Houali naît en 1991. Titulaire d'un bac littéraire, elle décroche d'abord un certificat d'études supérieures en 2D/3D/Video à l’Institut supérieur des arts appliqués (LISAA) à Paris en 2011, puis obtient en 2014 un master jeux et médias interactifs numériques en spécialité « conception visuelle » à l’École nationale du jeu et des médias interactifs numériques d'Angoulême (Cnam-Enjmin). Entre les deux écoles, elle essaie de s'installer à Londres en freelance dans les milieux de l'animation sans grand succès, raconte-t-elle, du fait de son « manque d'expérience et de réseau ». Elle complète ses études en licence d'histoire de 2014 à 2017 à l'Université Paris VII - Denis Diderot
En mars 2016, alors qu'elle vit de petits contrats en tant que graphiste indépendante, Miryam Houali rejoint l'équipe qui est à l'origine du jeu A Normal Lost Phone pendant la phase de développement de ce dernier, à la fois par intérêt pour le projet et à titre bénévole. Le jeu est issu d'une game jam et commence à susciter de l'intérêt et se diffuser. Graphiste, Houali est chargée d'abord d'assurer la communication visuelle dans le cadre du lancement mais s'investit finalement dans l'ensemble de la graphique au sein du groupe. Peu après son arrivée en avril 2016, ensemble avec l'équipe du jeu, Houali lance le collectif « Accidental Queens » afin d'assurer une représentation plus solide de l'équipe des créateurs auprès des médias dans la phase médiatisation qui a commencé. En avril 2017, exactement un an après la création du collectif, celui-ci se transforme en véritable studio de jeu vidéo doté d'une structure légale. Diane Landais, Miryam Houali et Elizabeth Maler en sont les cofondatrices. Le studio conserve le nom du collectif : Accidental Queens. La nouvelle structure a pour but en particulier d'aider à sceller partenariats et accords pour le jeu A Normal Lost Phone qui continue de gagner en notoriété et diffusion, comme l'explique Houali au Game Camp France 2018 devant la communauté du jeu vidéo française rassemblée à l'initiative du Syndicat national du jeu vidéo.   
Dans la foulée du succès de A Normal Lost Phone, Miryam Houali travaille avec son équipe au jeu Another Lost Phone: Laura's Story, pour lequel elle prend la direction artistique et, à nouveau, le poste de communication. Le jeu, qui sort d'abord sur iOS, Android et PC en septembre 2017 avant d'être transposé sur Nintendo Switch en avril 2018, reprend le concept de A Normal Lost Phone avec une histoire différente. Le studio travaille également à un nouveau jeu au concept cette fois différent, basé sur le son et abordant les problématiques de l'information : Alt-Frequencies, d'abord appelé « project 91.1 FM », dont la sortie est planifiée pour 2019. Houali y prend à nouveau les fonctions de designer graphique et de chargée de communication.

## Réflexion sur la scène alternative du jeu vidéo
Dans une interview à France Culture, Miryam Houali, qui établit un parallèle entre la scène alternative du jeu vidéo et le « cinéma d'auteur », relève l'importance de l'expérimentation menée par les scènes alternatives du jeu vidéo en marge de la scène classique grand public. Cette expérimentation, dit-elle, autorise plus facilement « différents genres de jeux qui s'adressent de plus à différentes sensibilités aussi, ce qui permet d'aborder des thèmes sérieux », voire de rendre visibles de nouveaux thèmes, comme dans le cas du studio Accidental Queens avec le jeu A Normal Lost Phone, qui s'intéresse à la transidentité, et avec sa suite Another Lost Phone: Laura's Story, qui aborde le sujet des violences conjugales. Houali synthétise ailleurs : « Le jeu vidéo est un très bon média pour faire passer des messages. On peut faire réfléchir le joueur sur des questions de société liées à l’intolérance, aux discriminations, au harcèlement, à l’identité…, sans qu’il ait le sentiment de recevoir une leçon. » Ces thèmes, selon Houali, n'ont pas du reste besoin d'être au cœur du jeu, mais il est important, et intéressant, que les jeux vidéo puissent refléter en arrière-plan la diversité de la société dans sa diversité culturelle. 
Plus généralement, note Miryam Houali, la scène alternative du jeu vidéo favorise « une plus grande diversité de créateurs de jeux et donc de faire émerger des jeux plus divers aussi ».  L'enjeu, insiste-t-elle, n'est pas que thématique : il concerne aussi l'utilisation de nouvelles formes. Ainsi, à propos de A Normal Lost Phone, elle note que la « curiosité » du joueur est un moteur important particulièrement travaillé par son équipe d'Accidental Queens. Un but est ici « [d']attirer des gens qui ne se considèrent pas comme des joueurs ». Le Monde liste ainsi Another Lost Phone: Laura's Story aux côtés de deux autres jeux comme des productions où « le jeu vidéo raconte le réel », le journaliste décryptant dans son article les mécaniques à l'œuvre : les thèmes du réel sont renforcés par les techniques narratives employées, notamment le recours à des éléments tels que les messageries instantanées. Or, précise Miryam Houali interviewée par le journaliste, dans ce recours aux messageries instantanées, « il n'y a pas d'avatar fictif [...]. Les joueurs sont amenés à se jouer eux-mêmes, et le téléphone simulé du jeu prend la place de leur vrai téléphone. » Houali, soucieuse une fois encore d'enraciner le jeu vidéo et les thématiques contemporaines traitées dans des traditions culturelles plus anciennes, affirme en conclusion de l'article :  « Raconter des histoires à travers des extraits de conversations par messagerie instantanée pourrait être l'équivalent au 19e siècle du roman épistolaire. » 
Miryam Houali prend également position en faveur d'une plus grande diversité de genre et pour l'inclusion de plus de femmes dans le milieu du jeu vidéo,, s'impliquant en ce sens dans la communauté française des créateurs de jeux vidéo et auprès des étudiants de la filière.